# Бактрија
Бактрија је била древна земља у јужној Азији. Налазила се између Хиндукуша и Аму Дарје, у данашњем Авганистану, Узбекистану и Таџикистану. Њена престоница је био град Бактра (данас Balkh).
Од 6. века п. н. е. Бактрија је била под контролом династије Ахеменида; ово подручје освојио је Александар Велики, а после његове смрти (323. п. н. е.) њима је владала династија Селеукида. Они су основали независно краљевство око 250. п. н. е. Дуго је представљало важно раскршће између Истока и Запада, како копнене трговине, тако и религије и уметности.
Бактрија је трајно пала под муслиманску власт у 7. веку. По њој је име добила двогрба бактријска камила (Camelus bactrianus). Бактрија је чак два пута разорена до темеља. Први пут то је урадио Џингис – кан 1223. године, а други пут тартарски емир Тимур у 14. веку.

## Географија
Бактрија се налазила у централној Азији у области која обухвата већи део данашњег Авганистана и делове Узбекистана и Таџикистана. На југу и истоку граничио се са планинским венцем Хиндукуша. Са западне стране, регион је био омеђен великом Kарманском пустињом, а на северу реком Окс. Земља је била позната по својој плодности и способности да производи већину древних грчких пољопривредних производа, са изузетком маслина.
Према Пјеру Леришу:
Бактрија, територија чији је главни град Бактра [Балх], првобитно се састојала од области јужно од Аму Дарије са низом пољопривредних оаза зависних од воде узете из река Балх (Бактра), Ташкурган, Кондуз, Сар-е Пол и Ширин Тагао. Овај регион је играо велику улогу у историји Централне Азије. У одређеним временима политичке границе Бактрије протезале су се далеко изван географског оквира Бактријске равнице.

## Историја

### Bронзано доба
Археолошки комплекс Бактрија–Маргијана (BMAC, познат и као „цивилизација Оксус“) је модерна археолошка ознака за археолошку културу из бронзаног доба Централне Азије, датирану на око 2200–1700. п. н. е., који се налази у данашњем источном Туркменистану, северном Авганистану, јужном Узбекистану и западном Таџикистану, са центром у горњој Аму Дарји (познатој старим Грцима као река Оксус), области која покрива древну Бактрију. Њена налазишта је открио и именовао совјетски археолог Виктор Саријаниди (1976). Бактрија је био грчки назив за староперсијски Bāxtriš (од изворног *Bāxçiš) (назван по главном граду Бактри, савремени Балк), у данашњем северном Авганистану, а Маргијана је био грчки назив за персијску сатрапију Маргу, чији је главни град био Мерв, у данашњем Туркменистану.
Рани грчки историчар Ктезије, око 400. п. н. е. (пратио га је Диодор Сицилијски), наводи се да је легендарни асирски краљ Нинус победио бактријског краља по имену Оксијарт око 2140. п. н. е., или неких 1000 година пре Тројанског рата. Међутим, од дешифровања клинастог писма у 19. веку, што је омогућило читање стварних асирских записа, историчари су грчком извештају приписали малу вредност.
Према неким писцима, Бактрија је била домовина (Ајрјанем Ваејах) Индоиранаца који су се преселили на југозапад у Иран и на северозапад јужноазијског потконтинента око 2500–2000. п. н. е. Касније је постала северна провинција Ахеменидског царства у Централној Азији. Управо у овим крајевима, где је плодно тло планинске земље окружено Туранском депресијом, наводно је рођен и стекао прве присталице пророк Зороастер. Авестански, језик најстаријих делова зороастријске Авесте, био је један од староиранских језика и најстарији је потврђени члан источноиранских језика.

### Ахеменидско царство
Ернст Херцфелд је сугерисао да је Бактрија припадала Медијцима пре њеног припајања Ахеменидском царству од стране Кира Великог у шестом веку пне, након чега су она и Маргијана формирале дванаесту сатрапију Персије. Након што је Дарија III поразио Александар Велики, сатрап Бактрије, Бес, покушао је да организује народни отпор, али су га друге војсковође ухватиле и испоручиле Александру. Он је затим мучен и убијен.
Под персијском влашћу, многи Грци су депортовани у Бактрију, тако да су њихове заједнице и језик постали уобичајени у тој области. За време владавине Дарија I, становници грчког града Барке, у Киренајки, депортовани су у Бактрију јер су одбијали да предају убице. Осим тога, Ксеркс је населио и „Бранчидије“ у Бактрију; они су били потомци грчких свештеника који су некада живели у близини Дидиме (западна Мала Азија) и издали му храм. Херодот такође бележи персијског заповедника који прети да ће поробити кћери побуњених Јонаца и послати их у Бактрију. Персија је касније регрутовала Грке из ових насеља у Бактрији у своју војску, као и Александар касније.